# Mitt rop nu hör, o Herre kär
Mitt rop nu hör, o Herre kär är en sång från 1877 med text av Eliza H. Hamilton och musik av Ira David Sankey. Den svenska översättningen från 1903 är gjord av Karl Larsson

## Publicerad i
- Frälsningsarméns sångbok 1968 som nr 74 under rubriken "Frälsning".
- Frälsningsarméns sångbok 1990 som nr 359 under rubriken "Frälsning".